# Pigeon Forge
Pigeon Forge é uma cidade localizada no estado norte-americano de Tennessee, no Condado de Sevier.

## Demografia
Segundo o censo norte-americano de 2000, a sua população era de 5083 habitantes.
Em 2006, foi estimada uma população de 5913, um aumento de 830 (16.3%).

## Geografia
De acordo com o United States Census Bureau tem uma área de
30,0 km², dos quais 30,0 km² cobertos por terra e 0,0 km² cobertos por água. Pigeon Forge localiza-se a aproximadamente 387 m acima do nível do mar.

## Localidades na vizinhança
O diagrama seguinte representa as localidades num raio de 24 km ao redor de Pigeon Forge.